# Captain Skyhawk
Captain Skyhawk är ett shoot 'em up-spel till NES utvecklat av Rare och utgivet av Milton Bradley. Spelet släpptes i Nordamerika i juni 1990, och i Europa den 24 maj 1994. Spelet släpptes även till Playchoice-10.

## Handling
En stridspilot skall rädda Jorden från anfallande utomjordingar.

### Fotnoter
1. 1 2  ”Captain Skyhawk Release Information for NES”. GameFAQs. Arkiverad från originalet den 25 augusti 2012. https://web.archive.org/web/20120825140254/http://www.gamefaqs.com/nes/587173-captain-skyhawk/data. Läst 29 augusti 2013.
2. ↑  ”Captain Skyhawk”. NES DB. 28 februari 1990. Arkiverad från originalet den 23 april 2014. https://web.archive.org/web/20140423022412/http://www.nesdb.se/game_more.php?id=227&rid=1. Läst 21 april 2014.